# Esther (voornaam)
Esther of Ester is een meisjesnaam.
Voor de Hebreeuwse naam Esther zijn verschillende verklaringen gegeven. De naam is waarschijnlijk afkomstig van het Perzische ستاره setareh, en betekent dan "een ster". Ook wordt wel verband gelegd met het Hebreeuwse werkwoord str dat "verbergen" betekent, de naam zou dan iets als "verborgen" of "ik zal mij verbergen" kunnen betekenen.
Daarnaast is Esther ook een Bijbelse persoon en de naam van een Bijbelboek.
De eerste keer dat de naam in Nederland werd gegeven was zover bekend in 1575, in Middelburg.